# Marcos de Andrade Filho
Marcos de Andrade Filho (Recife, 23 de junho de 1982 - ), é um professor, escritor, libretista, poeta e crítico literário brasileiro. Membro da União Brasileira de Escritores e da Academia de Letras do Brasil - Seccional Pernambuco, recebeu, dentre outros, o Prêmio Edmir Domingues da Academia Pernambucana de Letras e o Prêmio e Medalha Maura de Sena Pereira, da UBE-RJ. Foi o homenageado do mês de junho de 2022 como Destaque Artístico-Literário do Centro Cultura Nordestina Letras e Artes. Ocupa a cadeira número 47 da Academia de Letras e Artes do Paulista, em Pernambuco, tendo como patrono seu bisavô o poeta e ativista político Rosendo Francisco da Silva, mais conhecido como "Rosendo da Gravata", 

## Obras
- Não Lugar[6] (Poesia, 2005)
- SPOLLIVM[7] (Poesia, 2012)
- Fome Antiga[8] (Poesia, 2017)
- Reminiscências de um Legado[9] (Poesia, 2020)
- Navios Cargueiros[10][11] (Poesia, 2021)